# Oronzo Filomarini

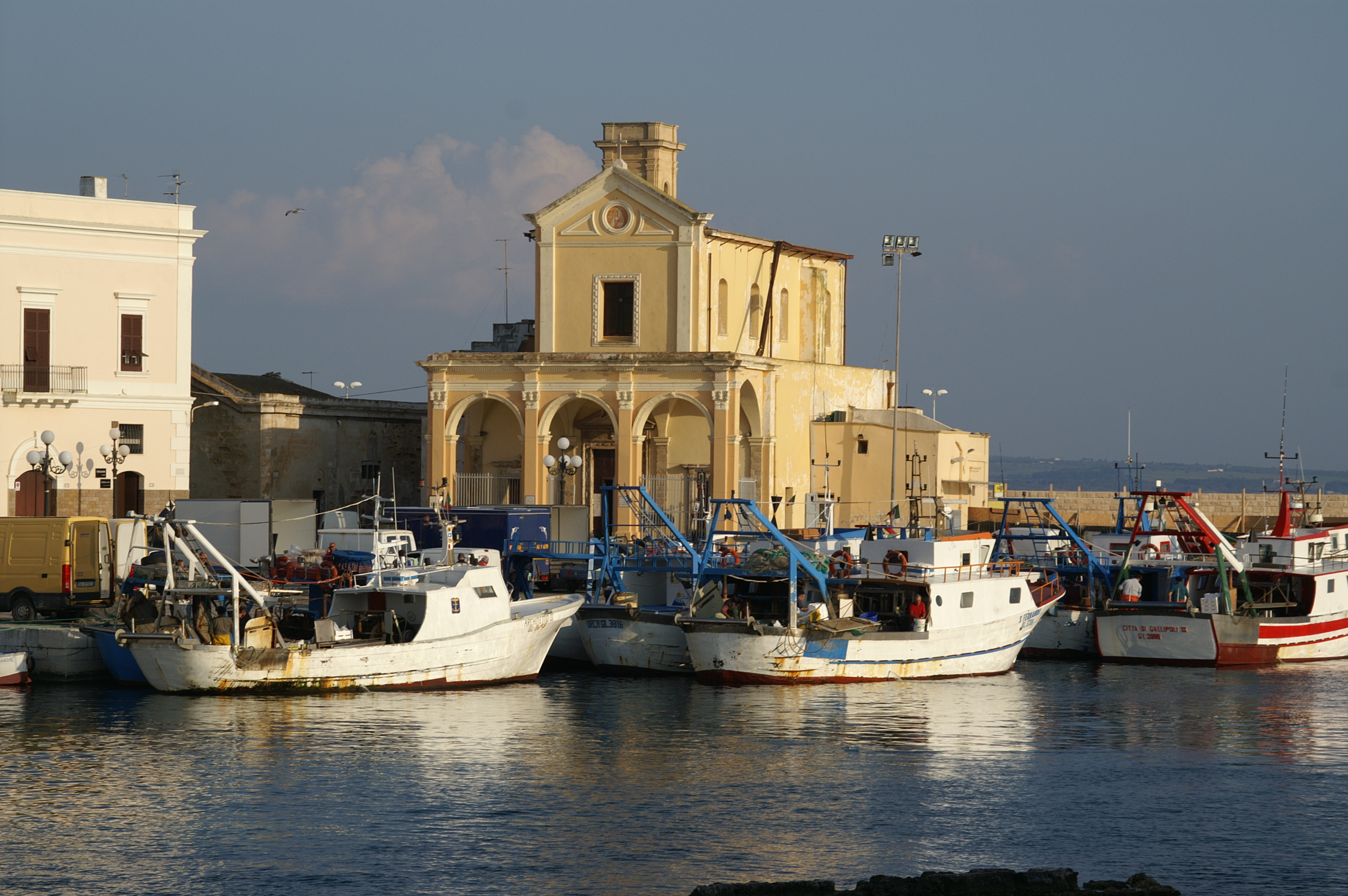
Kerk van Santa Maria del Canneto in Gallipoli, Italië

Oronzo Filomarini (Napels, 16 april 1662 – aldaar, 1744) was bisschop van Gallipoli van 1700 tot 1741.

## Levensloop
Filomarini was een telg uit een Napolitaans adellijk geslacht. Zijn titel was ridder. Zijn broer was hertog van Cutrofiano. Destijds was het koninkrijk Napels deel van het Spaanse Rijk. Filomarini werd priester in de orde van de theatijnen, die ijverden voor een succesvolle Contrareformatie. In 1700 kreeg hij de bisschopsbenoeming in Gallipoli. Met een triomftocht liet hij zich rondrijden in de stad, wat in tegenstelling stond tot de soberheid van zijn voorganger, de Spanjaard Antonio Perez della Lastra. Hij liet de dom van Gallipoli verfraaien en bezorgde kunstschilders talrijke opdrachten. Ook liet hij een zilveren baldakijn maken voor de processie van het Heilig Sacrament. Het jaarlijkse feest van Sint Agatha, de patroonheilige van het bisdom, verliep met de nodige feestelijkheden.
Bisschop Filomarini was erom bekend de privilegies van de Roomse Kerk met hand en tand te verdedigen. Twee incidenten zijn bekend gebleven. In 1723 dreigde Filomarini de Spaanse gouverneur van Gallipoli, Juan de la Cruz, in de ban van de Kerk te slaan. Een bisschoppelijke soldenier was gearresteerd aan het strand toen hij weigerde tol te betalen voor de visvangst in zijn sloepje. Filomarini kreeg zijn wachter vrij zonder de tol te betalen. In een tweede incident had een soldaat zich verstopt in de kapel van San Giuseppe. De soldaat verzocht om kerkasiel aangezien een notabele uit Gallipoli hem wou arresteren. De ruzie tussen de bisschop en Paolo Spinola, patriciër van Gallipoli, escaleerde, doch Filomarini kreeg uiteindelijk gelijk.
Filomarini was een gulle beschermheer van het bedevaartsoord Santa Maria del Canneto in de haven van Gallipoli. Hij probeerde de stedelingen van Gallipoli warm te maken voor deze devotie.
Na veertig jaren episcopaat sprak hij de bevolking van Gallipoli toe (1741): hij nam ontslag. Filomarini genoot van een belangrijk pensioen van 1.200 dukaten per jaar. In 1744 stierf hij in Napels. Hij werd begraven in de Santa Maria del Canneto. De inscriptie op de grafsteen vermeldt de gunsten die de kerk van hem kreeg.